# Медаль Героя Беларуси
Медаль Героя Беларуси (бел. Герой Беларусі) — медаль в Республике Беларусь; вручается тем, кому было присвоено звание «Герой Беларуси».

## История
Медаль учреждена вместе со званием Героя Беларуси Постановлением Верховного Совета Республики Беларусь № 3726-XII от 13 апреля 1995 г.
Затем постановление заменено Законом Республики Беларусь от 18 мая 2004 года № 288-З
Звание присваивается Указом Президента за исключительные заслуги перед государством и обществом.
Присвоение звания «Герой Беларуси» осуществляется Президентом Республики Беларусь. Решение о присвоении звания оформляется путём принятия Указа Президента Республики Беларусь.
Вручение медали Героя Беларуси осуществляется, как правило, Президентом Республики Беларусь либо, по его поручению, другими должностными лицами, список которых установлен в статье 65 Закона. Вручение производится в торжественной обстановке не позднее, чем через два месяца со дня подписания указа.
Медаль изготавливается в г. Гомель (завод «Ювелир», филиал гомельского производственного объединения «Кристалл»).

## Описание

### Медаль с 1996 года по 1999 год

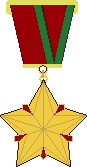
Медаль 1996—1999

Описание медали до 1999 года было изложено в Указе Президента Республики Беларусь от 15 января 1996 № 26. Согласно данному нормативному правовому акту, медаль представляла собой пятиконечную звёздочку, вписанную в окружность диаметром 33 мм, изготавливалась из золота 585-й пробы и весила 14 грамм. На внутренних тупых углах звезды в радиальном направлении были расположены стрелоподобные вставки из искусственного рубина. Оборотная сторона медали имела гладкую поверхность, в центре находился номер медали. Подвеска представляла собой трапециевидную колодку, к которой медаль крепилась при помощи ушка и кольца. Колодка была обтянута муаровой лентой красного цвета с продольной зеленой полоской с правого края. Колодка изготавливалась из серебра с позолотой. Такой дизайн медали просуществовал до вступления в силу Указа Президента Республики Беларусь от 6 сентября 1999 года № 516.

### Медаль с 1999 года

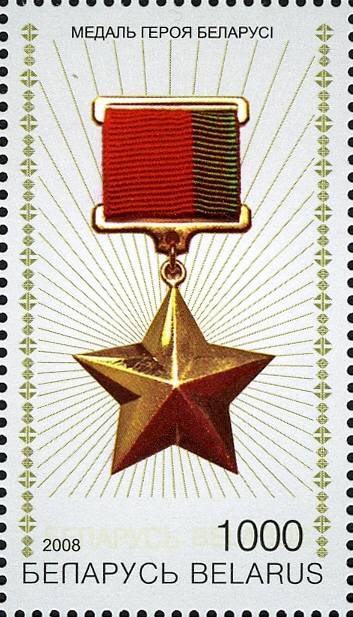
>Марка 2008 года с изображением медали

Современное описание медали регулируется Указом Президента Республики Беларусь от 8 апреля 2005 года № 168, сменившим указ от 1999 года. В двух последних указах описание медали одинаковое. Отличия от медали до 1999 года незначительные: на тупые углы звезды не крепятся искусственные рубины, колодка стала прямоугольной формы и теперь изготавливается из золота, как и медаль.
Современное описание медали можно увидеть на марке, выпущенной в обращение Министерством связи и информатизации Республики Беларусь в 2008 году.
Ленточка в подвеске медали Героя Беларуси красно-зелёная, символизирующая флаг Республики Беларусь, в то время как у медали Героя Советского Союза — красная. На задней стороне медали Героя Беларуси ставится номер медали, а в медали Героя Советского Союза — не только номер медали, но и надпись «Герой СССР». Колодка медали Героя Советского Союза изготавливалась из серебра, колодка медали Героя Беларуси — из золота 585 пробы. Сама медаль Героя Советского Союза была на 3 мм меньше медали Героя Беларуси и изготавливалась из золота 950 пробы.

## Ношение
Крепление штифтовое, носится на левой стороне груди поверх других наград.